# 四日市市自主運行バス
四日市市自主運行バス（よっかいちし じしゅ うんこうバス）は、三重県四日市市のコミュニティバスである。三重交通、三岐鉄道に委託して運行されている。

## 運賃
【山城富洲原線／三岐バス】
- 最近では珍しくなった、区界停留所（大鐘停留所と川北停留所）を跨ぐと距離にかかわらず運賃（区数）が上がる「区間制」で、2023年4月現在、大人1区：180円・2区：230円・3区：340円。
- 回数券については自主運行バス専用のものは無く、山之一色線や四日市大学線と同じ仕様の三岐バス回数券を発売、流用している。11枚綴で10枚分の値段。また、区界毎に全区間で自主運行バス専用の定期券も発売している。

【神前高角線・高花平磯津線／三重交通】
- 三重交通の基準賃率および運賃体系。一般的な整理券方式。
- 三重交通専用ICカード「エミカ／Emica」が使用可能。

## 現行路線

### 山城富州原線
- 天ヵ須賀2丁目 - イオンモール四日市北（JR富田駅前・三岐鉄道本社近く） - 近鉄富田駅前 - 大矢知市民センター前 - 北永台 - 伊坂台アクセス - 伊坂台3丁目 - 伊坂台アクセス - 北山 - 山城駅前
  - 三岐鉄道が運行。
  - 2000年5月：天ヵ須賀 - 保々間で「保々・富州原線」として運行開始。
  - 2002年5月：山城駅前 - 保々間を廃止し、現行路線名に改称。

付記事項
- 「伊坂台アクセス」停留所で、赤尾台・桑名駅前方面の八風バスに乗換えることができるが、バス同士の接続は考慮されていない。
- バスの運行は1日4往復のみ。

### 神前高角線
- 近鉄四日市 - 市立病院口 - （イオン尾平店） - 中尾平 - 神前大日山 - （菅原町） - （四日市中央工業高校） - 近鉄高角駅
  - 三重交通が75系統として運行
  - 1999年10月：三重交通の路線（近鉄四日市 - 神前大日山）を引き継ぎ、黒田町まで延長して運行開始。
  - 2002年4月：近鉄高角駅 - 黒田町間が廃止となる。
  - 2012年3月20日：一部の便がイオン尾平店、菅原町、四日市中央工業高校への乗り入れを開始する。

### 磯津高花平線
- 磯津 - 塩浜駅前 - JR南四日市 - 泊駅口 - 県立総合医療センター - 笹川西 - 高花平
  - 三重交通が92系統として運行。
  - 2002年4月：三重交通の路線を引き継いで運行開始。
  - 2016年4月：塩浜駅前 - 磯津間で、昼間の一部便に北五味塚経由が運行開始
  - 2020年2月：イオンタウン四日市泊経由に路線変更。
- 塩浜駅前→JR南四日市→イオンタウン四日市泊→海星中学・高校前→塩浜駅前
  - 2021年4月：「海星中学・高校前」停留所を追加し、経路を新設。

## 車両
三岐バスが運行する山城富洲原線は、以前はトップドア仕様の日野・リエッセが専用車として走っており、運賃制度が多区間制でありながら運賃箱はあるものの整理券発行機は無く、運賃の支払いは降車時払い申告制であった。当該車両は、現在予備車。
2020年、専用車として2扉仕様の日野・ポンチョ（1001号車）が導入され、整理券発行機も取り付けられた。
三重交通運行の路線には、四日市営業所のエルガミオもしくはエルガLTが多用されている。